# Chéraute
Chéraute en francés, Sohüta en euskera, es una localidad y comuna francesa situada en el departamento de Pirineos Atlánticos, en la región de Aquitania y en el territorio histórico vascofrancés de Sola.

## Heráldica
Cuartelado: 1.º y 4.º, en campo de oro, un pino de sinople, terrasado de lo mismo y un lobo de gules, pasante por detrás del tronco, y 2.º y 3.º, en campo de gules, un león rampante, de oro. Brochante sobre el todo, un escudete de sable, con un león rampante y contornado, de plata.

## Demografía
| Gráfica de evolución demográfica de Chéraute entre 1800 y 2012 |
|                                                                |

Fuentes: Ldh/EHESS/Cassini e INSEE.

## Economía
La principal actividad es la agrícola (ganadería,pastos) y la artesanía.